# マヌエル・カセレス・アルテセーロ
マノロおじさん（Manolo, el del bombo）として知られるマヌエル・カセレス・アルテセーロ（スペイン語: Manuel Cáceres Artesero、1949年1月15日 - 2025年5月1日）は、スペイン・シウダ・レアル出身のサッカーファンであり、バルの経営者。世界でもっともよく知られたサポーターのひとりである。

## 人物
彼はスペイン代表の応援でよく知られており、かつてはバレンシアCFのサポーターでもあった。
ベレー帽と背番号12のユニフォームが特徴であり、腕に抱えた太鼓を試合中に鳴らす。彼は1982年以降のすべてのスペイン代表の試合に駆けつけていたが、2010 FIFAワールドカップ中に風邪をこじらせて肺炎にかかり、2010年7月3日に行われた準々決勝のパラグアイ戦を応援することはできなかった。スペインに帰国して治療を受け、準決勝のドイツ戦からは現地での応援に復帰した。1982 FIFAワールドカップ以降にスペイン代表は15,000km以上もの距離を移動して試合を行っているが、その間に使った太鼓の数は9張から10張にもなるという。
彼はバレンシアCFの本拠地エスタディオ・デ・メスタージャの隣にバルを経営しており、そのバールはスポーツミュージアムも兼ねている。熱狂的なサッカー応援のせいで1987年に家族を失ったが、1人の養子を迎えている。
2025年4月末に呼吸器疾患で地元ビジャレアルの病院に入院して治療を受けていたが、5月1日の朝に死去した。76歳没。